# Tomosvaryella perpusilla
Tomosvaryella perpusilla är en tvåvingeart som först beskrevs av Collin 1941.  Tomosvaryella perpusilla ingår i släktet Tomosvaryella och familjen ögonflugor. Inga underarter finns listade i Catalogue of Life.